# Sociedade Esportiva Itapuã
Sociedade Esportiva Itapuã, mais conhecida como Itapuã, foi uma agremiação esportiva brasileira, sediada em Itapoã, no Distrito Federal. Foi fundado em 1997 para a disputa do Campeonato Brasiliense. Em 2002 se fundiu com o Unaí Esporte Clube para fundar o Sociedade Esportiva Unaí Itapuã.

## História
Em 1997 um grupo de sócios do Clube Itapuã fundou a Sociedade Esportiva Itapuã, que filiou-se a Federação Brasiliense de Futebol.

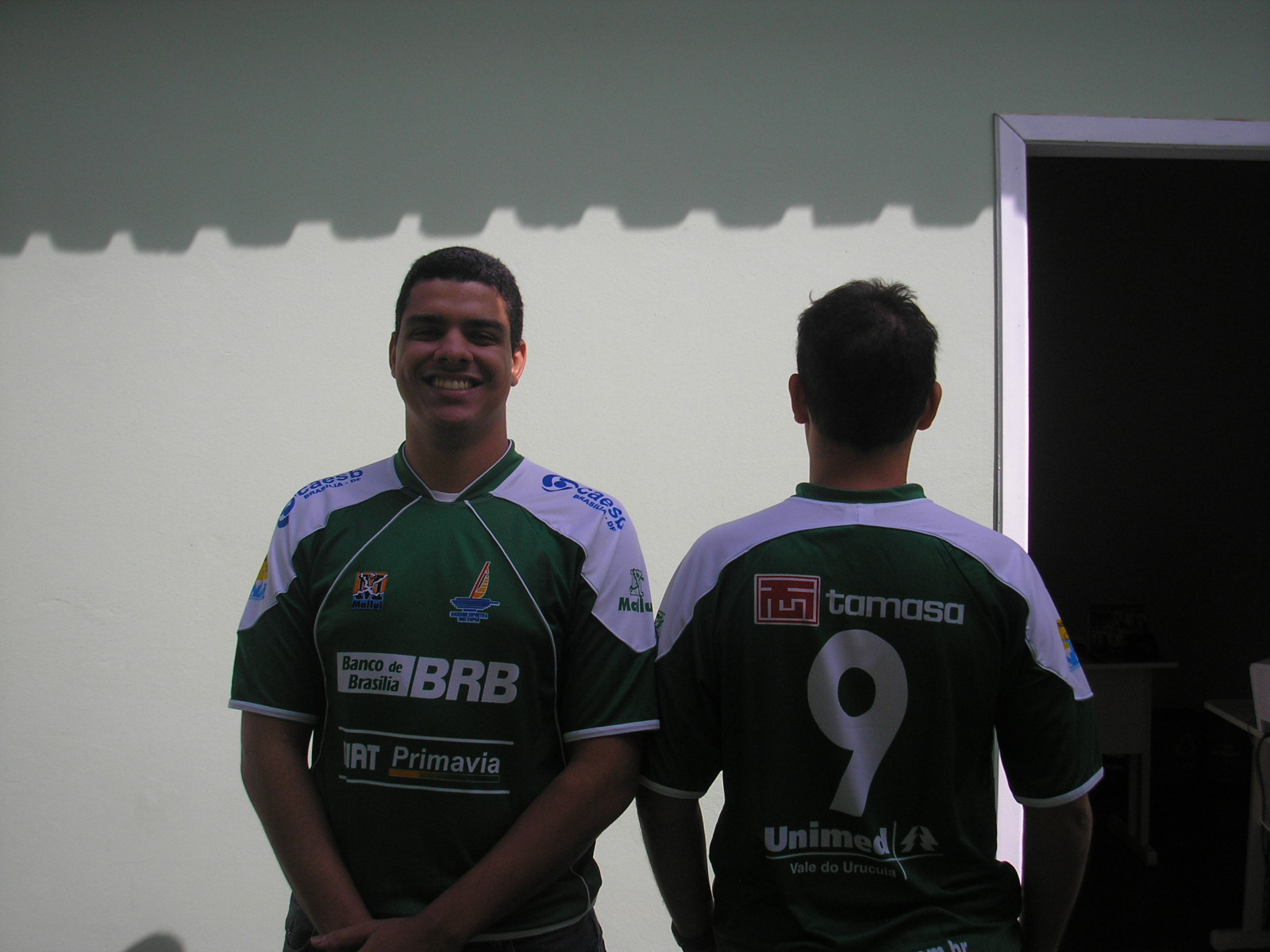
Uniforme de 2007

Disputou a segunda divisão do Campeonato Brasiliense de 1997 e conseguiu o título logo em seu primeiro ano. No ano seguinte estreou na elite Candanga, mais logo foi rebaixado, retornando à Segunda Divisão em 1999 onde permaneceu até 2001. Em 2002 a Sociedade Esportiva Itapuã e o Unaí Esporte Clube se fundiram, e o clube resultante da união passou a se chamar Sociedade Esportiva Unaí Itapuã. Neste mesmo ano disputou a Segunda Divisão onde foi vice-campeão e conquistou o acesso à primeira divisão pela primeira vez, sob a gestão do capitão Elias Andrade em sua primeira temporada como presidente do clube.

## Títulos
- Campeonato Brasiliense - Segunda Divisão: 1997